# 國學
国学，是西学东渐时期针对西学出现的一个概念。1905年，邓实等成立“国学保存会”，指国学为先秦时期未被后世改造的“上古之学”。1990年代中国“国学热”兴起之后，其含义不断拓宽，渐渐包含一切领域、时代的中国传统文化及学术。

## 歷史
“国学”本指国家创办的学校。指代某种学术的“国学”一词究竟具体何时产生，现在已经无法考证，但可以确定的是它是由晚晴的国粹派发扬光大的。1904年，邓实、黄节、刘师培成立“国学保存会”，“以研究国学，保存国粹”为宗旨。邓实认为国学不是“君学”，是先秦的“上古之学”，黄节则指出国学也是救国的学说：“国学存则爱国之心有以依属”。但中华民国成立之后，国粹派便不再活跃。。
1990年代，中国大陆兴起“国学热”，“国学”成为一般民众中常用的词语，袁行霈在《国学研究·发刊词》中说：“国学作为固有文化传统深层的部分，已经渗进民众的心灵，直接间接地参与现代生活。”

## 批评
“国学”一词是否合适，自近代以来便很有争议。钱穆在《国学概论·弁言》中说：“学术本无国界。‘国学’一名，前既无承，将来亦恐不立。特为一时代名词。”马一浮说：
|  | 国学这个名词，如今国人已使用惯了，其实不甚适当。照旧时，用国学为名者，即是国立大学之称。今人以吾国固有的学术名为国学，意思是别于外国学术之谓。此名为依他起，严格说来本不可用，今为随顺时人语，故暂不改立名目。然即依固有学术为解，亦太觉广泛笼统，使人闻之，不知所指为何种学术。 |

“国学热”之后，这个词更遭滥用。陈来说：“从90年代前期的所谓国学热，到今天的真正国学热，事实上对中国传统文化的学术研究推动都不大。”舒芜也指出：
|  | 依我看来，媒体上津津乐道的所谓“国学”，也就是指能够看懂一点古书，能够做一点古诗词，能够写两笔字而已吧，笼而统之的就这点东西，实际上空洞得很。 |